# Principe (métro de Gênes)
Principe est une station de métro à Gênes, en Italie. Située sur la seule ligne du métro de Gênes entre Dinegro et Darsena, cette station souterraine dessinée par l'architecte Renzo Piano a été mise en service le 13 juillet 1992. Elle constitue un pôle d'échanges avec la gare de Gênes-Piazza-Principe.

## Situation sur le réseau
Établie en souterrain, Principe est une station de passage de l'unique ligne du métro de Gênes. Elle est située entre la station Dinegro, le terminus nord-ouest Brin, et la station Darsena, en direction du terminus est Brignole.
Elle dispose des deux voies de la ligne encadrant un quai central.

## Histoire
La station Principe (Le Principe "Prince" en italien) est nommée en l'honneur de l'amiral Andrea Doria, Prince de Melfi, considéré comme le "père de la Patrie" et le libérateur de la république de Gênes. Cette station de métro mène à la Villa del Principe qui était sa demeure. Elle est mise en service le 13 juillet 1992, lors de l'ouverture du prolongement de  Dinegro à Principe.

## Services aux voyageurs

### Desserte
Principe est desservie par les rames qui circulent sur l'unique ligne du réseau, entre Brin et Brignole.

Installations et desserte
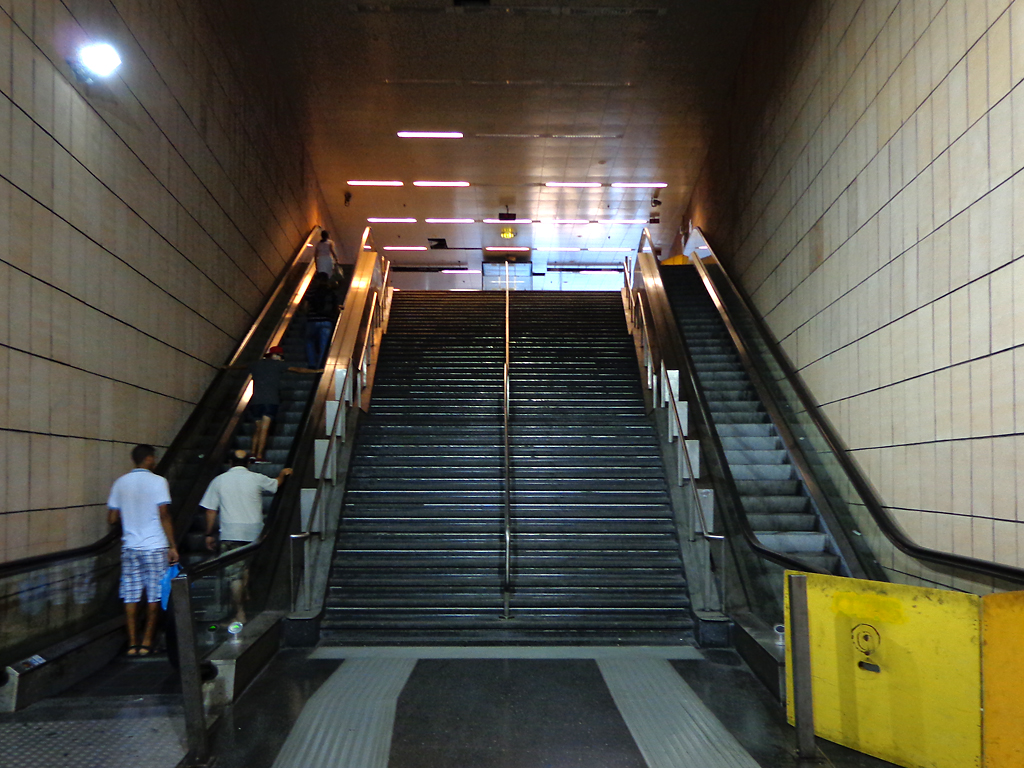
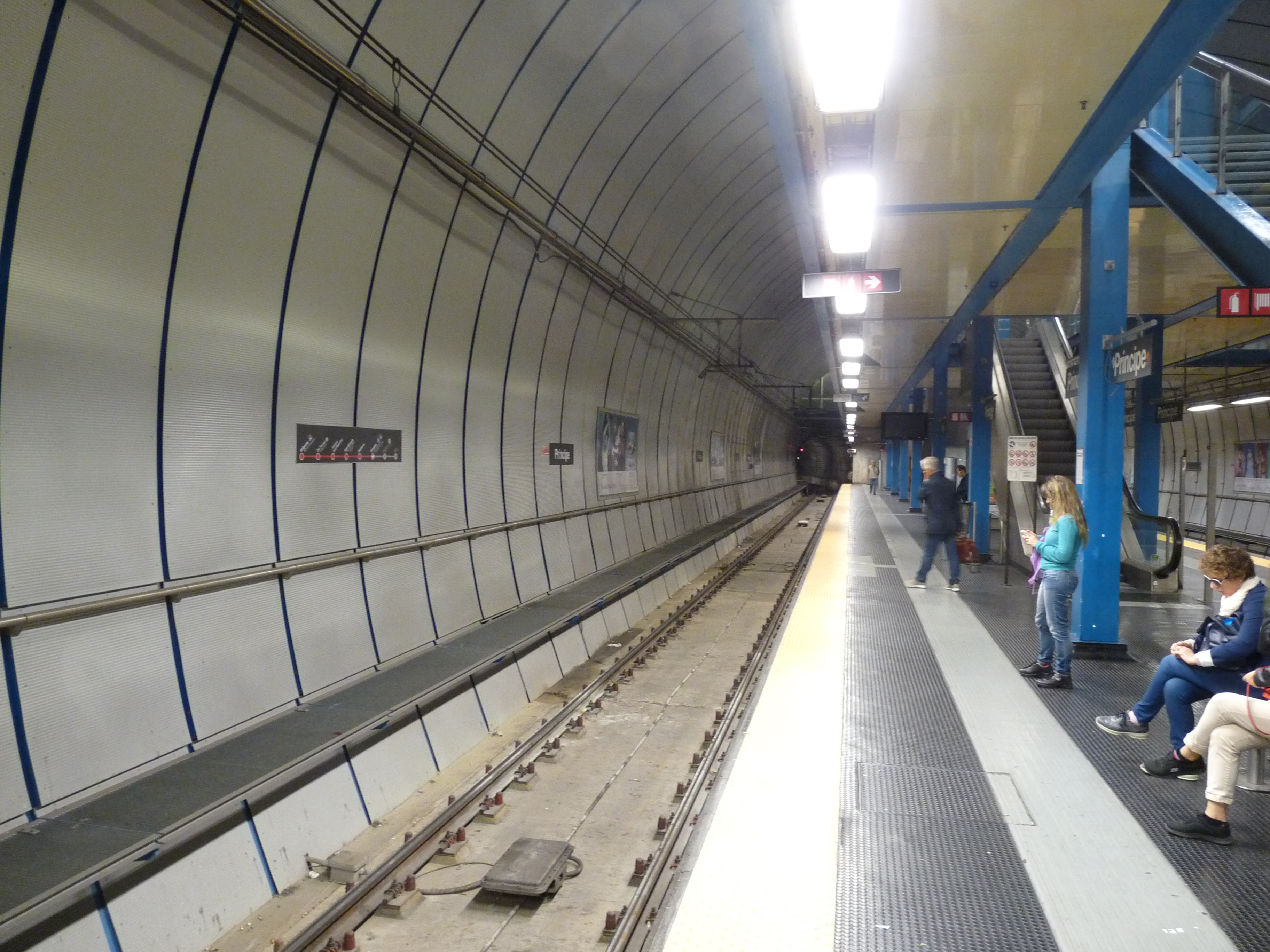
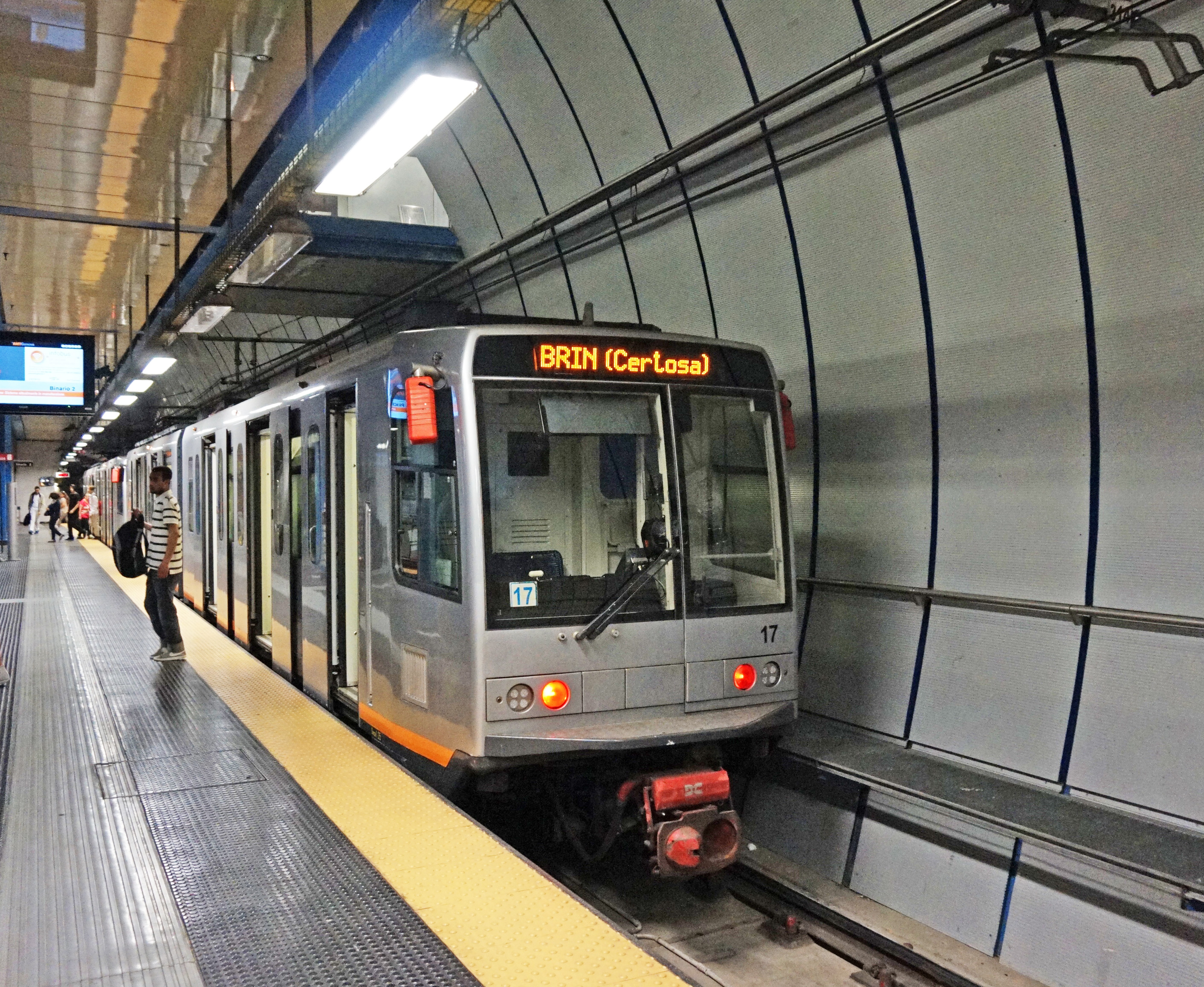